# Ctenomys emilianus
Ctenomys emilianus is een zoogdier uit de familie van de kamratten (Ctenomyidae). De wetenschappelijke naam van de soort werd voor het eerst geldig gepubliceerd door Thomas & St. Leger in 1926.

## Voorkomen
De soort komt voor in Argentinië.